# Dłużek (Jedwabno)
Dłużek (deutsch I: Dluszek, 1932 bis 1945 Hartigswalde (Ort), II: Hartigswalde (Forst)) bildet einen Ort in der polnischen Woiwodschaft Ermland-Masuren und gehört zur Landgemeinde Jedwabno (1938 bis 1945 Gedwangen) im Powiat Szczycieński (Kreis Ortelsburg).

## Geographische Lage
Das heutige Dłużek liegt am Hartigsee (polnisch Jezioro Dłużek) in der südlichen Mitte der Woiwodschaft Ermland-Masuren: der einst Dluszek genannte Ort liegt am Südufer des Sees, der einstige Forstort Hartigswalde am See-Westufer. Bis zur früheren Kreisstadt Neidenburg (polnisch Nidzica) sind es 25 Kilometer in südwestlicher Richtung. Die heutige Kreismetropole Szczytno (deutsch Ortelsburg) ist 22 Kilometer in östlicher Richtung entfernt.

## Geschichte

### I: Dłużek/Dluszek, Hartigswalde (Ort)
Das einstige Dluszek – nach 1785 Dluzeck genannt – wurde erstmals im Jahre 1742 erwähnt. Im Jahre 1874 wurde das Dorf in den Amtsbezirk Hartigswalde im ostpreußischen Kreis Neidenburg eingegliedert. Im Jahre 1910 wurden in der kleinen Landgemeinde 162 Einwohner gezählt.
Am 2. Dezember 1932 wurde Dluszek in „Hartigswalde“ umbenannt. Die Einwohnerzahlen beliefen sich 1933 auf 218 und 1939 auf 187.
In Kriegsfolge fiel Dluszek/Hartigswalde 1945 mit dem gesamten südlichen Ostpreußen an Polen. Das Dorf erhielt die polnische Namensform „Dłużek“ und ist heute mit dem Sitz eines Schulzenamts eine Ortschaft im Verbund der Landgemeinde Jedwabno (1938 bis 1945 Gedwangen) im Powiat Szczycieński (Kreis Ortelsburg), bis 1998 der Woiwodschaft Olsztyn, seither der Woiwodschaft Ermland-Masuren zugehörig.

### II: Hartigswalde (Forst)
Nördlich des Ortes Dluszek befand sich das 1817 gegründete Forstamt und die spätere Oberförsterei Hartigswalde (Geographische  Lage), die zum gleichnamigen Staatsforst gehörte. 1874 kam der Gutsbezirk Hartigswalde, Forst, zum Amtsbezirk Hartigswalde, dem er seinen Namen gab. Im Jahre 1910 wurden in „Hartigswalde, Oberförsterei, Gutsbezirk“ 60 Einwohner gezählt. 1933 und 1939 galt „Hartisgwalde, Forst“ als gemeindefreier Gutsbezirk mit jeweils keinem gezählten Bewohner.
Nach 1945 wird die einstige Försterei Hartigwalde nicht mehr genannt und dürfte in Dłużek aufgegangen sein.

### Amtsbezirk Hartigswalde (1874–1945)
Zum Amtsbezirk Hartigswalde im Kreis Neidenburg – zugehörig zum Regierungsbezirk Königsberg (ab 1905: Regierungsbezirk Allenstein) in der preußischen Provinz Ostpreußen – gehörten die Orte:
| Deutscher Name       | Geänderter Name 1938 bis 1945                           | Polnischer Name |
| -------------------- | ------------------------------------------------------- | --------------- |
| Dluszek              | (ab 1932:) Hartigswalde (Ort)                           | Dłużek          |
| Groß Nattatsch       | Großseedorf                                             | Natać Wielka    |
| Hartigswalde (Forst) | Gutsbezirk Hartigswalde, Anteil Kreis Neidenburg, Forst | Dłużek          |
| Klein Nattatsch      | Kleinseedorf                                            | Natać Mała      |
| Schwarzenofen        |                                                         | Czarny Piec     |

## Kirche
Bis 1945 waren Dluszek/Hartigswalde und die Försterei Hartigswalde in die evangelische Kirche Jedwabno in der Kirchenprovinz Ostpreußen der Kirche der Altpreußischen Union, außerdem in die römisch-katholische Kirche Jedwabno im damaligen Bistum Ermland eingepfarrt. Heute gehört Dłużek katholischerseits weiterhin zur Pfarrkirche in Jedwabno, die nun dem Erzbistum Ermland zugeordnet ist. Auch evangelischerseits ist der Ort nach Jedwabno hin orientiert, das jetzt der Diözese Masuren der Evangelisch-Augsburgischen Kirche in Polen zugehörig ist.

## Verkehr
Dłużek liegt an der verkehrsreichen Landesstraße 58, die Olsztynek (Hohenstein) mit den Kreisstädten Szczytno (Ortelsburg) und Pisz (Johannisburg) verbindet und bis nach Szczuczyn in der Woiwodschaft Masowien führt. Zur Ortsstelle der früheren Försterei Hartigswalde führt ein unwegsamer Landweg. 
Ein Anschluss an den Bahnverkehr besteht nicht.